# Манучарова Ніна Давидівна
Мануча́рова Ні́на Дави́дівна  (8 вересня 1900, Смоленськ — 2 березня 1988, Київ) — український радянський архітектор, мистецтвознавець, член Спілки архітекторів УРСР (з 1933), кандидат архітектури (з 1951).

## Біографія
Народилася 1900 року у Смоленську. У 1909—1917 роках навчалася в жіночій гімназії в Києві. У 1917—1918 роках працювала старшим креслярем на будівництві залізничної лінії Московсько-Київсько-Воронезької залізниці в Суражі Чернігівської області (нині Брянська область, Росія). Протягом 1919—1921 років навчалася в Київському університеті. У 1924—1930 роках навчалася на архітектурному факультеті Київського художнього інституту.
У 1927–1930 працювала старшим техніком на будівництві Київського залізничного вокзалу
У 1930—1933 роках Ніна Манучарова працювала архітектором проектного бюро НКВС у Харкові (згодом реорганізовано в «Діпромісто»), а у 1933—1934 роках — старшим архітектором інженерно-будівельного відділення НКВС у Харкові. Однією з перших її самостійних проектів було перепланування та проектування основних павільйонів стадіону «Динамо» у Харкові (1931). 
У 1934 році переїхала до Києва у зв'язку з новим призначенням — головним архітектором стадіону «Динамо» в Києві. На цій посаді вона перебувала до 1936 року. Працювала автором-архітектором у «Шкілпроекті» (1936—1938), «Транспроекті» в Києві (1938—1939), архітектором тресту № 1 Головвоєнбуду в Москві (1940), автором-архітектором у «Цивільпроекті» в Києві (1940—1941).
З початком Другої світової війни на території України працювала в Златоусті (1941—1943) та в Куйбишеві (1943).
Після повернення до України працювала архітектором Наркомату радгоспів (1943—1944). Очолювала відділ Управління у справах архітектури при Раді Міністрів УРСР у Києві (1944—1946).
У 1946 була обрана членом-кореспондентом Академії архітектури УРСР на відділення художньої промисловості. У 1951 році Манучаровій було присвоєно вчений ступінь кандидата архітектури. Працювала заступником директора з науки Науково-дослідного інституту художньої промисловості Академії архітектури УРСР. (1956—1957), очільником сектора інтер'єру Науково-дослідного інституту архітектури споруд Академії архітектури та будівництва УРСР (1957—1964), старшим науковим співробітником КиївЗНДІЕП (з 1964 року).
Ніна Манучарова була науковим керівником і відповідальним редактором низки видань, серед яких збірник «Декоративні тканини» (1949), «Орнамент украинской набойки» (1949), збірка «Бытовая мебель» (1951), серія «Украинское народное декоративное искусство» (1952—1953), збірка «Архитектурная керамика» (1951), альбом «Орнамент бытовой народной росписи Украины», книги «Мебель для жилья» та «Обмеры украинской народной мебели» (обидві — 1953), два альбоми «Украинское декоративное искусство», посібники з проектування меблів, «Гуцульская керамика» (1954), «Мебель для жилья» (1955).

## Вибрані проекти
- Дитячий садок заводу «Арсеналу» у Києві на Інститутській вулиці, 28 (1929—1930)
- Стадіон «Динамо» у Харкові (1931)
- Будинки для установ Держбанку у Запоріжжі та Тирасполі (1930–31)
- Будівля заводуду зброї НКВС (1931–32)
- Ясла фабрики Тинякова у Харкові (1933)
- Будівлі заводу «ФЕД» у Харкові (1933—1934)
- Реконструкція житлових будинків під особняки на вул. Осіївській, 13 у Києві (1934)
- Реконструкція та оздоблення дачі та павільйону в Хараксі в Криму (1935—1936)
- Водна станція «Динамо» (колишня дача Марголіна; не завершено)
- Будівля житлової дачі в Межигір'ї (1935)
- Клуб на 400 осіб у Дарниці в Києві (1938)
- Внутрішнє оздоблення будівлі клубу НКВС у Харкові (1938)
- Оформлення житлового селища (планування, зелені насадження, малі архітектурні форми) Головвоєнбуду в Коломенському в Москві (1940)
- Робоче селище 7-ї ділянки заводу ім. Сталіна в Златоусті (1941—1943)
- Завод електростанції поблизу Куйбишева (1943)

## Основні праці
- Художня промисловість України. — К., 1949.
- Декоративно-прикладне мистецтво Української РСР. — К., 1952.
- Художня промисловість УРСР. Серія «Українське народне декоративне мистецтво». Вип. 5. — К., 1953.
- Українське народне декоративне мистецтво: Декоративні тканини. — К., 1956 (у співавторстві).
- Українські народні вишивки. — К., 1959.
- Українське народне декоративне мистецтво: Різьба та розпис. — К., 1962 (у співавторстві).
- Художнє вирішення інтер'єру школи. — К., 1967.
- Цвет стен в квартире. — К., 1969.
- Меблировка и эстетическое оформление гостини: Учебное пособие. — К., 1973.
- Интерьер жилища. — К., 1975.
- Манучарова Н. Д. Художня промисловість України: (короткий огляд) / Н. Д. Манучарова ; за заг. ред. П. Г. Юрченка. — Київ: Вид-во акад. архітектури Укр. РСР, 1949. — 93 с. [Архівовано 19 вересня 2020 у Wayback Machine.]